# Lerista ips
Lerista ips — вид сцинкоподібних ящірок родини сцинкових (Scincidae). Ендемік Австралії.

## Поширення і екологія
Lerista ips мешкають в пустелях в Західній Австралії та на крайньому заході Північної Території, зокрема в пустелі Гібсона та у Великій і Малій Піщаних пустелях. Вони живуть на піщаних рівнинах і дюнах, трапляються в спінніфексових заростях.